# Рудник Каракутан
Рудник Каракутан – гірничодобувний майданчик в центральній частині Узбекистану.
Рудник здійснює розробку золоторудного родовища Каракутан, яке знаходиться у пагорбах, що лежать між Зірабулак-Зіраетдинськими горами на півдні та долиною Зеравшану на півночі (також є відомості, що за допомогою рудника розробляють чи збираються розробляти інші родовища Зераетдинського рудного поля – Янгі-Давон, Ташкан). Рудник належить до Навоїйського гірничо-металургійного комбінату, при цьому на початку 2010-х його підпорядкували новоствореному Рудоуправлінню ГМЗ-1, яке в подальшому стало Рудоуправлінням «Кизилкум».
Є відомості, що перші видобувні роботи почались на Каракутані ще в 1965 році (щонайменше, в 1960-х велась його розвідка). Розробка велась відкритим способом, допоки в 2012-му не ввели в дію підземний рудник річною потужністю 230 тисяч тонн руди (відомо про існування тут похилого з’їзду НТС-2К та шахтного стовбура РЕШ-5). Втім, це не означало припинення кар‘єрної розробки, так, в 2014-му повідомлялось про наміри збільшити продуктивність рудника за рахунок об’єднання відкритих та підземних робіт у єдиний комплекс.
Відносно можливих місць переробки руди можливо відзначити, що первісно у складі НГМК роботою з золотом займався ГМЗ-2, розташований в районі гігантського кар’єру Мурунтау Центрального рудоуправління. ГМЗ-1 у Навої традиційно працював з ураном, проте в 1990-х також додатково освоїв роботу з золотими рудами. Достеменно відомо, що починаючи з 2010-го щонайменше частина видобутої на Каракутані руди відправлялась залізничним транспортом на тільки-но введений в дію ГМЗ-4, майданчик для якого обрали біля рудника Зармітан зі складу Південного рудоуправління НГМК. Втім, після створення Рудоуправління ГМЗ-1 була здійснена модернізація потужностей ГМЗ-1, який зміг збільшити прийом руди з Каракутан (але отримана іонообмінна смола все рівно спрямовувалась на ГМЗ-2 для остаточної переробки).